# セチェウル
セチェウル（モンゴル語: Seče'ür,中国語: 薛潮兀児,? - ?）とは、13世紀初頭にモンゴル帝国に仕えたコルラス部出身の千人隊長。『元史』などの漢文史料では薛潮兀児(xuēcháowùér)、或いは失乞兀児(shīqǐwùér)とも漢字転写され、後者に従ってセキウルとも表記される。また、『元史』に記される薛徹兀児(xuēchèowùér)も同一人物であると考えられている。

## 概要
チンギス・カンの父イェスゲイの頃から活躍していた人物であると見られるが、一度チンギス・カンの下を離れ、ジャムカと決別し劣勢にあった頃のテムジン(後のチンギス・カン)陣営に帰参した。
セチェウルはチンギス・カンよりバウルチ(大膳職)に任ぜられていたが、ある時の宴会でサチャ・ベキの妃が酒をつぐ順番に不満を持ってセチェウルを打ち据え、セチェウルは「イェスゲイ・バートル、ネクン・タイシの二人が死んだからとて、かように私が打ち据えられねばならぬとは、なんたることだろうか」と泣いたという逸話が記録されている。この事件が起きたのはチンギス・カンの下に多くの御家人(ノコル)が帰参しつつあった頃であり、このエピソードはチンギス・カンの新たな家臣団と、旧来のキヤト氏族長たちとの間に対立が生じ始めたことを表すエピソードであったと見られる。そしてこの逸話の後、チンギス・カンの出兵要請を拒否したジュルキン氏がその留守を襲撃し、最終的にチンギス・カンによって滅ぼされるという逸話が語られる。
その後のセチェウルの動静は不明であるが、1206年にモンゴル帝国が建国されると、帝国の幹部層たる千人隊長に任ぜられた。『元朝秘史』の功臣表では77位に列せられている。一方、『集史』の「チンギス・カンの千人隊一覧」にはセチェウルの名は記されていない。また、『元史』巻120列伝7には西夏遠征が行われた頃にフス・メリクとともにビチクチに任ぜられたと記録されている。